# Inner Mongolia Zhongyou Football Club
L'Inner Mongolia Zhongyou Football Club  (Cinese:内蒙古中优), è stata una squadra di calcio cinese con sede nella città di Hohhot, ha militato nel suo ultimo anno nella China League One.

## Storia
L'8 ottobre 2011 lo Shanghai Zhongyou Real Estate Group formò ufficialmente la squadra di calcio Shanxi Jiayi una squadra composta principalmente da giocatori della Taiyuan University of Technology. Con l'aiuto dell'Ufficio sportivo della provincia di Shanxi sono stati istituiti anche una squadra giovanile e una  squadra femminile e lo stadio dello Shanxi Sports Center è stato scelto come sede del club.. Per la stagione 2012 la squadra decise di iscriversi alla China League Two la terza divisione calcistica cinese, mentre come uniforme furono scelti delle camicie bianche e pantaloncini neri. Nella sua stagione d'esordio il club, decise di trasferirsi nello Wanbolin Stadium e in seguito nello Stadio di Ingegneria Elettrica di Taiyuan. Sul campo il club ha fatto il suo debutto nella Coppa di Cina 2012 dove sono stati eliminati al primo turno dallo Shanghai Pudong Zobon Football Club con il risultato di 3-1.
Per la stagione 2013, i proprietari del club hanno deciso di non gareggiare dopo una deludente campagna di debutto la quale ha fatto sì che Wang Bo sostituisse Wu Jianwen come allenatore del club, facendo attraversare alla squadra un lungo processo di ricostruzione in preparazione della stagione 2014, inoltre il club cambiò il nome in Taiyuan Zhongyou Jiayi.
Il processo di ricostruzione fu un grande successo e permettendo al club di arrivare secondo in China League Two dietro al Jiangxi Liansheng F.C. che li ha visti ottenere la promozione in China League One per la prima volta. Il 5 gennaio 2015 l'Ufficio informazioni del governo di Hohhot, nella Mongolia interna, ha tenuto una conferenza stampa per annunciare che l'Ufficio sportivo Hohhot avrebbe investito e trasferito la squadra nella loro città, costringendo il club al cambio di nome in Nei Mongol Zhongyou.

## Storia dei nomi
- 2011-2013:Shanxi Jiayi (Cinese: 山西嘉怡)
- 2014: Taiyuan Zhongyou Jiayi (Cinese: 太原中优嘉怡)
- 2015–2018: Nei Mongol Zhongyou (Cinese: 内蒙古中优)
- 2019-2021: Inner Mongolia Zhongyou ((Cinese: 内蒙古中优)

## Allenatori
- Wu Jianwen (2012)
- Wang Bo (2014–2017)
- Raül Agné (2018)
- Wang Bo (2018–)

## Palmarès

### Altri piazzamenti
- China League Two:

Secondo posto: 2014